# فیلیپو موسکاتی
فیلیپو موسکاتی (انگلیسی: Filippo Moscati؛ زادهٔ ۱۹ سپتامبر ۱۹۹۲) بازیکن فوتبال اهل ایتالیا است.
از باشگاه‌هایی که در آن بازی کرده‌است می‌توان به باشگاه فوتبال لیورنو اشاره کرد.